# 南芳皇后
南芳皇后（1913年11月14日—1963年9月15日），本名阮有氏兰（越南语：／），乳名让娜·玛丽埃特·阮有豪，教名德肋撒（Thérèse），自保大九年（1934年）起成為越南皇帝保大帝的正妻，直到去世。她也是越南阮朝（1802年—1945年）第二位君主在位時就受封的皇后（首位為承天高皇后），也是唯一一位大婚後立即被封為皇后的后妃，也是末代越南皇后。

## 背景
阮有氏兰出生在当时法属印度支那交趾支那嘉定省守德郡龙永下总至盛社鹅贡村（今屬越南胡志明市守德市隆盛美坊）。她的父亲阮有豪是一位富裕的商人，出生在一个贫穷的天主教徒家庭，后来被恩封为隆美郡公。其家族是保大帝的遠親。經由西贡总主教的介绍，他担任越南南部亿万富翁黎發達之秘书，後來迎娶黎发达的女儿黎氏平结婚。
1926年，阮有氏兰在12岁时被送到法国巴黎附近的塞纳河畔讷伊，进入一所著名的天主教学校群鸟修道院就读。

## 婚姻
阮有氏兰回到越南后，在避暑胜地大叻一次舞会上，邂逅同样刚从法国巴黎回国的越南保大帝。
保大九年正月二十四日（1934年3月9日），越南保大帝正式公布了他和阮有氏兰的婚约。保大帝在公告中说，“寡人在法國遇到的這位未來皇后结合了西方的优雅和东方的魅力。寡人一遇到她就相信她堪配為寡人的伴侶，並确信她的德行有資格當上國母”。
在大叻的夏宮，举行了正式的納徵仪式之后，保大帝于保大九年二月六日（1934年3月20日）在順化迎娶阮有氏兰，婚礼采用了佛教仪式。此前，这场跨越宗教信仰的婚姻引起了国民的诸多争议，一些国民不能接受一位基督信仰的皇后。有些人怀疑这场婚姻“散发着法国式强词夺理的傲慢”，據《纽约时报》报道，由於阮有氏蘭拒绝脱离天主教，越南人民普遍對她感到不滿，於是阮有氏蘭向教宗庇护十一世提出特别申请。另一篇文章更详细地说道，教皇允许新娘保持天主教徒的身份，条件是她必须让所生的女儿都信仰天主教。由于保大帝的母亲端徽皇太后黃氏菊显然反對他們結婚，事情变得更为复杂。但保大帝显然不考虑所有其他的新娘人选。
二月十日（3月24日），大婚儀式在4天婚礼欢宴的最後一天舉行，冊封阮有氏兰為皇后。二月十六日（3月30日），保大帝下發諭旨，賜皇后徽號為“南芳皇后”，意為南部的芳香，以紀念她的出生地。她的陰曆十月十七日生日則被尊為長熙節。二月十日作為保大皇帝和南芳皇后的結婚紀念日被尊為文定節。

## 影响时尚

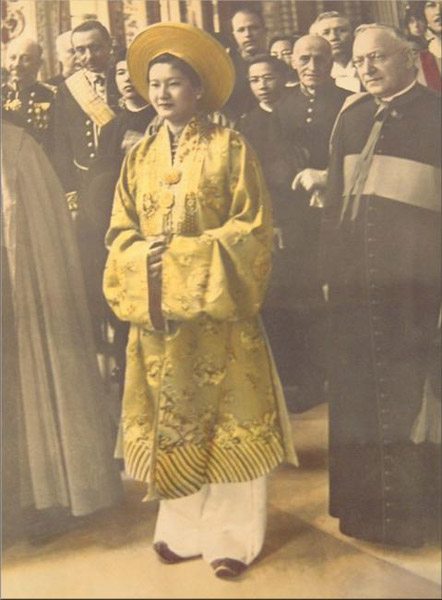
穿著越服訪問歐洲梵蒂岡的南芳皇后

1939年夏天，南芳皇后首次正式访问欧洲梵蒂岡，引起一次狂热，一位记者写道“晚上穿着长裤和刺绣的罩袍，側面輪廊、背影或衣袖如同宝塔”。她穿著繡龍的金色越服披風（日平衣）、銀褲子、戴金圈巾（khăn vành）拜谒教宗庇护十二世时，歐美的时尚观察者覺得很惊讶，因為她的服飾與當時西方人印象中穿著黑色长袖长袍和面纱的印度支那女性不同。

## 保大帝退位
1940年，日本乘法国本土被德国占领之机，出兵占领东京、交趾支那和安南，但继续维持了法国的殖民统治，也没有骚扰順化的皇室。第二次世界大战结束前夕的1945年3月，在日本人操纵下，保大帝宣布从法国独立，东京、交趾支那和安南重新统一，成为“大东亚共荣圈”内的越南帝国。但不久之後，越盟的革命领袖胡志明促使保大帝退位。保大留在国内一段时期，担任新政府的顾问，南芳也担任越南重建委员会成员，并资助越南红十字会。1946年，保大一家离开越南前往香港。

## 晚年生活
1947年，共产党夺取越南北部政权之后，南芳及其子女移居到法国戛纳附近的Château de Thorens，那里有她的外祖父在20世纪初购买的产业。1949年，保大回到越南南部，担任越南国的国长（国家元首），但在1955年再度遭到吴廷琰的驱逐。1955年南芳与丈夫保大分开，当时越南政府宣布没收皇族的个人财产，但不包括1949年以前南芳拥有的房地产，这些产业包括南芳父亲在大叻的别墅，现在是林同省博物馆。
1963年9月16日，南芳在法国科雷兹省小村庄沙布里尼亚克附近佩尔什酒庄（Domaine de La Perche）的家中因心脏病发作去世。南芳埋葬在当地公墓，保大没有前去参加葬礼。

## 有关电视剧
2004年，南芳皇后被一部越南电视连续剧《皇室的黄昏》（Ngọn Nến Hoàng Cung）搬上了电视屏幕。

## 子女
南芳皇后共有5名子女，大部分都在南芳皇后过去就读的法国天主教学校群鸟修道院接受教育。
| 排行 | 封號       | 姓名     | 生卒年                      | 備註                                              |
| ---- | ---------- | -------- | --------------------------- | ------------------------------------------------- |
| 皇子 |            |          |                             |                                                   |
| 1    | 東宮皇太子 | 阮福保隆 | 1936年1月4日—2007年7月28日  | 1939年3月7日受封皇太子                            |
| 2    | 嫡皇二子   | 阮福保陞 | 1943年12月9日—2017年3月15日 |                                                   |
| 皇女 |            |          |                             |                                                   |
| 1    | 公主       | 阮福芳梅 | 1937年8月1日—2021年1月16日  | 嫁给意大利第二任亚的斯亚贝巴公爵皮特罗·巴多格里奥 |
| 2    | 公主       | 阮福芳蓮 | 1938年11月3日出生           | 嫁给银行家伯纳德·毛利斯·首莱因                    |
| 3    | 公主       | 阮福芳蓉 | 1942年2月5日出生            |                                                   |